# Nicola Sergio
Nicola Sergio est un pianiste, compositeur et arrangeur de jazz italien d'origine calabraise, établi à Paris.

## Carrière
Né en Calabre, Nicola Sergio est titulaire d’une maîtrise en économie et de trois diplômes en piano classique, jazz et pédagogie de la musique, obtenus au conservatoire d’état de Pérouse, en Italie. En 2008 il s’installe à Paris, où il obtient en 2009 le DEM jazz au CNR. Il se produit depuis 2010  dans les clubs, théâtres et festivals européens ainsi qu’en Turquie et en Corée du Sud. Il a collaboré avec différents musiciens parmi lesquels Stéphane Kercecki, Fabrice Moreau, Joe Quitzke, Xavier Desandre Navarre, Arnaud Cuisinier, Thomas Savy, Jean-Charles Richard, Francesco Bearzatti, Javier Girotto, Michel Rosen, Daniel Herdmann, Luc Isenmann, Mauro Gargano, Christophe Marguet et beaucoup d’autres. Il a été directeur artistique pendant 4 ans de Jazz Pour le Népal, concerts caritatifs organisés par l’association Partage dans le monde, en invitant sur la scène du Sunside, du New Morning et de la Salle Gaveau des musiciens reconnus de jazz, de classique et de world music. Salué par la critique internationale, il  a reçu de nombreux prix pour ses albums dont  Jazzit Awards 2010 (Italie) dans les catégories meilleur album international (prix de la critique) et meilleur compositeur italien (prix du public) avec l’album Symbols. Best Album Selection 2012 (Corée) pour l’album Illusions et  Best Album Selection 2015 pour Jazzthetic (Allemagne) pour l’album Migrants. 

## Discographie
- Flamants Roses (Nicola Sergio Muic, 2022) : Nicola Sergio (piano), Mauro Gargano (contrebasse), Christophe Marguet (batterie). Feat. Jean-Charles Richard (sax soprano)
- Cilea mon amour (Nau Records, 2016): Nicola Sergio (piano), Stéphane Kerecki (contrebasse), Joe Quitzke (batterie), Mikael Rosen (sax soprano), Yuriko Kimura (flûte)
- Migrants (Challenge Records, 2015): Nicola Sergio (piano)
- Illusions (Challenge Records, 2012): Nicola Sergio (piano), Stéphane Kerecki (contrebasse), Fabrice Moreau (batterie)
- Symbols (Challenge Records, 2010): Nicola Sergio (piano), Matteo Bortone (contrebasse), Guilhem Flouzat (batterie), Javier Girotto (sax soprano), Michael Rosen (sax tenor), Melanie Badal (cello)